# JAR-Stadion
Het JAR-Stadion (Oezbeeks: JAR stadioni, Russisch: Стадион ЖАР) is een multifunctioneel stadion in Tasjkent, een stad in Oezbekistan. 
In het stadion is plaats voor 9.097 toeschouwers. Het stadion werd geopend in 1998 en gerenoveerd in 2004.
Het stadion wordt vooral gebruikt voor voetbalwedstrijden, Oezbeekse elftallen onder 16, onder 17, onder 20, onder 23 en het vrouwenelftal maken gebruik van dit stadion. Verschillende clubs, waaronder FC Bunjodkor hebben tijdelijk gebruik gemaakt van dit stadion. In 2010 werd dit stadion gebruikt voor het Aziatisch kampioenschap voetbal onder 16